# Platja d'en Noues
La platja d'en Noues, o platja de ses Noues, és una platja natural del municipi de Cadaqués (Alt Empordà) situada a la badia de Guillola, entre la platja d'en Paquela i la platja de Sant Lluís, al Parc Natural del cap de Creus. Orientada al sud sud-est, té una longitud de 38 m i una amplada mitjana de 23 m, formada per còdols. S'hi practica el nudisme.
El nom prové de la família que antany era propietària de les oliveres que hi havia a la vora de la platja. El transport de carregament d'olives per mar mitjançant embarcacions havia estat molt important, fins al punt que aquesta platja era coneguda com el port de Noues.